# ハイエスト・ホープス
『ハイエスト・ホープス～ザ・ベスト・オブ・ナイトウィッシュ』（Highest Hopes）は、ナイトウィッシュの楽曲を収めた3作目のコンピレーション・アルバム。
オリジナル盤には『エンジェルズ・フォール・ファースト』『オーシャンボーン』『ウィッシュマスター』『オーヴァー・ザ・ヒルズ・アンド・ファー・アウェイ』『センチュリー・チャイルド』『ワンス』などから15曲が選曲されている。
2枚組盤には、DVDとしてメラ・ルナ・フェスティヴァルのライブ映像を収録。3枚組盤にはシングルB面などのレア・トラックを収録したCDとミュージック・ビデオやライブ映像を収録したDVDを収録。

## 収録曲

### オリジナル盤
1. Wish I Had an Angel
2. Stargazers
3. The Kinslayer
4. Ever Dream
5. Elvenpath
6. Bless the Child
7. Nemo
8. Sleeping Sun
9. Dead To The World
10. Over the Hills and Far Away
11. Deep Silent Complete
12. Sacrament of Wilderness
13. Walking in the Air
14. Wishmaster
15. Dead Boy's Poem
16. High Hopes (Live)

### 2枚組盤
CD
1. Wish I Had an Angel
2. Stargazers
3. The Kinslayer
4. Ever Dream
5. Elvenpath
6. Bless the Child
7. Nemo
8. Sleeping Sun
9. Dead To The World
10. Over the Hills and Far Away
11. Deep Silent Complete
12. Sacrament of Wilderness
13. Walking in the Air
14. Wishmaster
15. Dead Boy's Poem
16. High Hopes (Live)

DVD
1. She is my Sin (Live)
2. Dead to the World (Live)
3. The Kinslayer (Live)

### 3枚組盤
CD-1
1. ウィッシュ・アイ・ハド・アン・エンジェル Wish I Had an Angel
2. スターゲイザーズ Stargazers
3. ザ・キンスレイヤー The Kinslayer
4. エヴァー・ドリーム Ever Dream
5. エルヴェンパス Elvenpath
6. ブレス・ザ・チャイルド Bless the Child
7. ニモ Nemo
8. スリーピング・サン Sleeping Sun（2005ヴァージョン）
9. デッド・トゥ・ザ・ワールド Dead To The World
10. オーヴァー・ザ・ヒルズ・アンド・ファー・アウェイ Over the Hills and Far Away
11. ディープ・サイレント・コンプリート Deep Silent Complete
12. サクラメント・オブ・ウィルダーネス Sacrament of Wilderness
13. ウォーキング・イン・ジ・エア Walking in the Air
14. ウィッシュマスター Wishmaster
15. デッド・ボーイズ・ポエム Dead Boy's Poem
16. ハイ・ホープス High Hopes（ライヴ）

CD-2
1. ザ・ウェイフェアラーThe Wayfarer
2. カム・カヴァー・ミー Come Cover me（ライヴ）
3. デッド・ボーイズ・ポエム Dead Boy's Poem（ライヴ）
4. ワンス・アポン・ア・トラバドール Once Upon a Troubadour
5. リターン・トゥ・ザ・シー A Return to the Sea
6. スリープウォーカーSleepwalker（ヘヴィー・ヴァージョン）
7. ナイトクエスト Nightquest
8. ラグーン Lagoon

DVD
1. シー・イズ・マイ・シン She is my Sin（ライヴ・アット・メラ・ルナ）
2. デッド・トゥ・ザ・ワールド Dead to the World（ライヴ・アット・メラ・ルナ）
3. ザ・キンスレイヤー The Kinslayer（ライヴ・アット・メラ・ルナ）
4. オーヴァー・ザ・ヒルズ・アンド・ファー・アウェイ Over the Hills and Far Away
5. ブレス・ザ・チャイルド Bless the Child
6. スリーピング・サン Sleeping Sun
7. ウォーキング・イン・ジ・エア Walking in the Air（ライヴ・アット・サマー・ブリーズ）
8. エンド・オブ・オール・ホープ End of All Hope（ライヴ・アット・サマー・ブリーズ）
9. 10th・マン・ダウン10th Man Down（ライヴ・アット・サマー・ブリーズ）
10. スリーピング・サン Sleeping Sun（ライヴ・アット・サマー・ブリーズ）

## 主な参加ミュージシャン
- ターヤ・トゥルネン Tarja Turunen - ボーカル
- ツォーマス・ホロパイネン Tuomas Holopainen - キーボード
- エンプ・ヴオリネン Emppu Vuorinen - ギター
- ユッカ・ネヴァライネン Jukka Nevalainen - ドラムス
- サミ・ヴェンスケ Sami Vanska - ベース
- マルコ・ヒエタラ Marco Hietala - ベース、ボーカル